# محمدتقی شوشتری
محمدتقی شیخ شوشتری، مشهور به «علامه شوشتری» یا «محقق شوشتری»، از روحانیون برجسته شیعه در قرن ۱۴ شمسی بود. او در میان مردم شوشتر به نام‌های «شیخ شوشتری» و «حاج‌شیخ» شناخته می‌شد. محمدتقی در زمینه‌های مختلفی همچون حدیث‌پژوهی، علم رجال، تفسیر و شرح متون اسلامی، فعالیت‌های علمی گسترده‌ای انجام داد و آثار ارزشمندی از خود به جای گذاشت.

## زندگی‌نامه
محمدتقی شیخ شوشتری، فرزند محمدکاظم و نتیجه جعفر شوشتری، در سال ۱۳۲۰ ق. (۱۲۸۲–۱۲۸۱ ش.) در نجف به دنیا آمد. پدرش اهل شوشتر و مادرش کرمانی بود. خانواده او پیشینه فعالیت سیاسی را داشتند، به‌گونه‌ای که هم پدرش و هم پدربزرگش (فرزند جعفر شوشتری) به دلیل مخالفت‌ها و سخنرانی‌هایشان علیه رضاشاه پهلوی تبعید شده بودند.
او در مکتب‌خانه، قرآن، خواندن و نوشتن و خط تعلیق را آموخت و در هفت‌سالگی به شوشتر بازگشت. مدت کوتاهی پس از بازگشت، مادرش درگذشت. پس از این واقعه، مقدمات و دروس سطح را نزد استادانی چون حسین نوری، محمدعلی امام و علی‌اصغر حکیم — که بیشترشان شاگردان پدرش بودند — فرا گرفت. سپس با راهنمایی استادانی مانند محمدتقی شیخ‌الاسلام، مهدی آل طیب و پدر خود، در سن شانزده یا هفده‌سالگی به درجه اجتهاد رسید. او بسیاری از کتاب‌ها را به‌صورت خودخوان مطالعه می‌کرد؛ بدین صورت که ابتدای هر کتاب را نزد استادان می‌آموخت و باقی را خودش ادامه می‌داد.  
پس از سال ۱۳۱۴ ش. و به دنبال قانون کشف حجاب، به همراه باقر حکیم از شوشتر به عتبات مهاجرت کرد. در آنجا، در حوزه‌های علمیه کربلا و سپس نجف به تحصیل علوم اسلامی پرداخت و به حلقه درس «آقابزرگ» تهرانی پیوست و از او اجازه روایت گرفت. در همین دوره بود که کتاب قاموس الرجال را تألیف کرد و موفق به دریافت اجازه از «آقابزرگ» شد. او در سال ۱۳۲۰ ش. پس از پایان دوران رضاشاه به شوشتر بازگشت و به تدریس علوم اسلامی مشغول شد. سرانجام در ۲۹ اردیبهشت ۱۳۷۴ ش. (۱۹ ذی‌الحجه ۱۴۱۵ ق.) در سن ۹۶‌ سالگی در شوشتر درگذشت.  
شهرت او به‌حدی بود که استادش «آقابزرگ» در دو جلد از کتاب الذریعه نام او را ذکر کرده و دوازده اثر از آثارش را معرفی نموده است. امروزه خانه شخصی‌اش، وقف کتابخانه آستان قدس رضوی است.

## استادان
1. سید محمد علی امام شوشتری، معروف به امام شوشتری (۱۳۰۸–۱۳۹۴ ق) در مقدمات و ادبیات
2. پدرش محمد کاظم شوشتری در سایر دروس تا درجهٔ اجتهاد
3. سید حسین نوری
4. آقا بزرگ تهرانی
5. سید علی اصغر حکیم (۱۳۴۸ ق)
6. سید مهدی آل طیب جزایری (۱۳۶۲ ق)
7. سید محمد تقی شیخ الاسلام (۱۳۴۲ ق)

## فرزندان
تنها پسر شوشتری، محمدعلی شیخ شوشتری است که تاکنون ده‌ها کتاب و مقاله نوشته و منتشر ساخته است. او از اساتید دانشگاه شهید بهشتی تهران است، و چندین بار از شوشتر به نمایندگی مجلس شورای اسلامی انتخاب شده است. او در تاریخ ۲۳ مهر ۱۳۹۶ درگذشت. علامه شوشتری دارای سه دختر نیز بود.

## سخن دیگران دربارهٔ او[۳]
- سید موسی شبیری زنجانی: یکی از اشخاصی که دقت نظر و معنویت و زهدِ شیخ جعفر شوشتری را به ارث برده است، نتیجه ایشان، آقای حاج شیخ محمدتقی شوشتری است، که هم خودشان و هم کتابشان قاموس الرجال را باید جزء حسنات عصر حاضر به‌شمار آورد؛ و از نسخه این کتاب می‌توان فهمید که کتاب‌های دیگر ایشان نیز بدین گونه است، و همه اینها جزو حسنات عصر حاضرند.
- جعفر سبحانی: ایشان (شیخ شوشتری) از زمره محققان انگشت‌شماری است که کتابی (یعنی قاموس الرجال) را نوشته، و پرونده آن را بازگذارده، و در طول پنجاه و اندی سال در تحقیق و تنقیح و تصحیح آن کوشیده است، و هرگز مانند برخی از پرکاران نیست که کتابی را می‌نویسند و آن را به دست استنساخ یا مطبعه می‌سپارند و رابطه خود را با آن قطع می‌کنند. به‌طور مسلم کتابی که به شیوه اخیر نوشته شده باشد، موج‌ خیر نخواهد شد، و در ردیف کتاب‌های معمولی به‌شمار خواهد آمد و رنگ خلود و ابدیت به خود نخواهد گرفت؛ اما کتابی که پرونده آن تا مدت مدیدی به روی مؤلف و تمامی مراجعه کنندگان باز باشد، طبعاً بحر بیکرانی خواهد بود، و امواج هائل و عظیمی خواهد داشت… در مثل گفته‌اند: «خوشبخت کسی است که ذوقش را دریابد»، و به حق، مؤلف ذوق خاصی در علم رجال داشته است.
- علی شریعتی در صفحه ۸۰ کتاب انسان و اسلام می‌نویسد: «در همین حوالی، کوهی از علم و تحقیق، و در کنارش انبوهی از کار، در گوشه دورافتاده شوشتر نشسته، و نامش را هم کسی نشنیده است».

همچنین در صفحه ۳۱ کتاب مکتب، تعلیم و تربیت اسلامی می‌نگارد: «یکی از خصوصیات فرهنگ قدیم، انتشار علم در سطح جامعه بوده است، چنان‌که بسیار بوده‌اند علمای برجسته که در روستاها یا شهرهای کوچک زندگی می‌کرده‌اند؛ از قبیل ملا هادی سبزواری بزرگ‌ترین فیلسوف متأخر که در سبزوار ساکن بود، و در عصر ما علامه سمنانی و محمدتقی شوشتری، نویسنده قاموس الرجال در شوشتر است.»
- سید جعفر شهیدی: با زندگانی عالم جلیل القدر، و محقق پارسای گوشه‌گیر از خلق کمتر کسی آشنایی دارد… آقای شوشتری در مولد خود سرگرم تتبع و تألیف است، و خود را چنان وقف این کار کرده‌اند که جز معدودی با زندگانی پر از ثمر این عالم بزرگوار آشنا نیستند. وقتی مجلد چهاردهم بهج الصباغه (تفسیر نهج البلاغه) به دستم رسید، آن‌چنان زیر سیطره شخصیت علمی و فعال او واقع شدم، که سطری چند به عربی به قلم آوردم، و با آنکه نه شاعرم و نه ادعای شاعری کرده و می‌کنم، چند بیتی برساختم و برای ایشان نوشتم که مطلع آن این بیت است:

| مع الفخر عش و انشر لوی المجد رافعا |  | فمئلک احری ان یعیش ممجداً … |

ترجمه آن چنین می‌شود:
| با افتخار زندگی کن! و پرچم بزرگی را بگستر و بالابر             |  | که همچون تویی سزوار بزرگ زیستن است             |
| سخت کوشی در دانش و پارسای به تو، به پایان رسید                 |  | و برای پژوهشگران حدیث (اهل بیت) تکیه گاهی گشتی |
| چه بسیار دانشمندانی که گذشت زمان نام آن‌ها را از یادها برده بود |  | و کتاب قاموس الرجال تو آن نامها را جاودان ساخت |
| چه بسیار کسانی که در کار پژوهش این علم سرگردان بودند           |  | و تو با نور دانش خود راه بدانها نمایاندی       |
| نهج البلاغه را شرحی تمام کردی                                  |  | و آنچه از آن ناآشکار بود آشکار ساختی           |
| در نوشتن بهج الصباغه کاری معجزآسا کردی                         |  | و دشواری ما را در آن آسان نمودی                |
| با نوشتن این کتاب کاخی بلند از افتخار برآوردی                  |  | که با گذشتن روزگار همچنان استوار خواهد ماند    |
| خدا تو را از هر گزندی نگاهبان باشد                             |  | و از خدا زندگانی آسوده و جاوید نصیبت گردد.     |

- رضا استادی: سالیان درازی است که با نام و تألیفات محقق عالی‌مقام، عالم جلیل القدر، شیخ العلماء، آیت‌الله جناب آقای حاج شیخ محمدتقی شوشتری آشنا شده‌ام و از آثار ایشان کم و بیش -مانند دیگر طلاب علوم دینی و اهل علم- استفاده کرده‌ام. از حدود ۱۲ سال پیش گهگاهی با مکاتبه مزاحم معظم‌له گشته و مورد لطف ایشان بوده‌ام. چند سال قبل نیز به درخواست اینجانب، به اجازه روایتی از سوی ایشان مفتخر گشته‌ام. در این روزها از عالم غیب این سعادت حواله و نصیبم شد، که با مسافرت به شهرستان شوشتر به محضرشان شرفیاب شدم، و چند ساعتی در منزل‌شان و در دو مسجدی که اقامت می‌کنند خدمتشان رسیده و صحبت‌ها را درک کنم. این ملاقات ارادت مرا چندین برابر کرد، زیرا ایشان و خانه و زندگی ایشان را، و نیز سلوک عملی و اخلاقی‌شان را نمونه‌ای از سلف صالح فرقه محقه اثناعشریه یافتم. امیدوارم مشموم ادعیه خالصانه آن جناب باشم.

## تالیفات
- قاموس الرجال (۱۴ جلد): نام کامل آن قاموس الرجال فی تحقیق رواة الشیعة و محدثیهم، که ابتدا تنقیح المقال نام داشت؛ پرآوازه‌ترین و پربارترین کتاب شیخ شوشتری است، در علم رجال.
- النجعة فی شرح لمعه (۱۱ جلد)
- قضاء أمیرالمؤمنین علی بن أبیطالب علیه السلام (داوری‌های امیر مؤمنان): پرانتشارترین اثر شیخ شوشتری که به زبان فارسی ده‌ها بار به چاپ و به زبان انگلیسی هم نشر یافته است. این کتاب نخستین اثر چاپی ایشان هم است.
- بهج الصباغة فی شرح نهج‌البلاغه (۱۴ جلد): تفسیری موضوعی و انتقادی از نهج البلاغه، که دومین مهم‌ترین اثر ایشان است.
- الاخبار الدخیله (۴ جلد): دربارهٔ انواع تحریف و جعل روایات
- الأوائل (این کتاب با ترجمه و تحقیق محمدرضا مروارید، و با نام نخستین‌ها به فارسی برگردانده شده و از سوی انتشارات نور معرفت در مشهد انتشار یافته است)
- الأربعون حدیثاً(چهل حدیث در فضائل ائمه معصومین ع و مسائل فقهی)
- البدائع (کشکول)
- آیات بینات فی حقیة بعض المنامات (نشانه‌های روشن در حق بودن برخی خواب‌ها)
- رساله‌ای در محاکمه بین شیخ صدوق و شیخ مفید در یک مسئله کلامی (با عنوان رسالة فی سهو النبی (صلی الله علیه و آله در انتهای قاموس افست شده است)
- الرسالة البصرة فی أحوال البصیریة
- رسالة فی تواریخ النبی و الآل (تاریخ چهارده معصوم)
- شرح وجیزه شیخ بهایی (نخستین نوشته ایشان)
- حواشی و استدراکات بر کتاب ثواب الاعمال و عقاب الاعمال
- یادداشت‌های تفسیری قرآن (۲ جلد) توسط آقای بهراد تصحیح و منتشر شده است.
- پاسخ به سؤالات کنگرهٔ هزارهٔ شیخ طوسی
- مقدمه توحید مفضل (به زبان فارسی)
- نوادر الأخبار و جواهر الآثار (به زبان فارسی)
- پاسخ به اشکال به دعای ندبه، مطرح‌شده توسط دکتر شریعتی
- و چندین کتاب خطی منتشر نشده

لازم است ذکر شود که مصحح و محقق بسیاری از آثار علامه شوشتری، استاد علی اکبر غفاری بوده است.